# 구키 요시타카 (에도 시대)

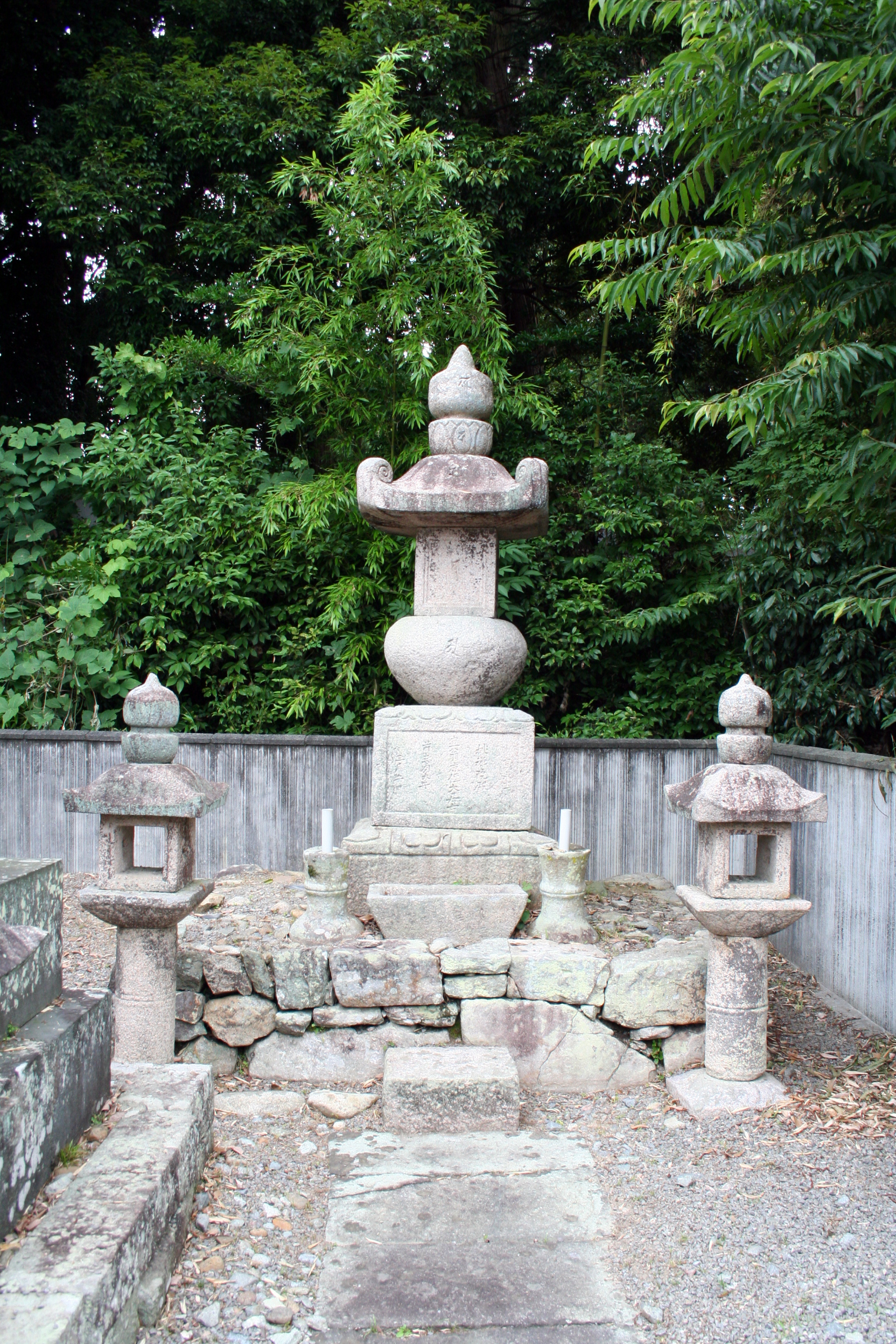
에도 출신 구키 요시타카의 묘(효고현 산다시 신게쓰인)

구키 요시타카(일본어: 九鬼良隆, 게이초 10년(1605년) ~ 간에이 11년 음력 3월 5일(1634년 4월 2일)는 시마국 도바번의 상속자였다. 초대 번주 구키 모리타카(九鬼守隆)의 장남. 어머니는 하라 무네타다(原宗忠)의 동생. 본처는 혼다 마사타케(本多政武)의 딸. 관위는 종5위하, 시마노카미.